# Saba Kharebashvili
Saba Kharebashvili (en georgià: საბა ხარებაშვილი; nascut a Tbilisi el 3 de setembre de 1008) és un futbolista georgià que juga de lateral esquerre al Dinamo Tbilisi i a la selecció georgiana.

## Trajectòria
Kharebashvili va entrar de ben petit al futbol base del Dinamo Tbilisi i va començar a jugar al filial el 2024, abans de ser ascendit al primer equip el mateix any. El 26 d'abril de 2024, amb només 15 anys, va debutar amb el Dinamo Tbilisi en un empat a 0 a casa contra el Telavi a la lliga. En poc temps va aconseguir-se fer un lloc com a titular habitual a l'equip de la capital, despertant l'interès d'alguns grans clubs europeus com Barça o Reial Madrid. Durant la seva primera temporada al primer equip del Dinamo, els va ajudar a arribar a la final de la Copa de Geòrgia del 2024, on van perdre a la tanda de penals contra l'Spaeri després d'un empat a 2.
L'11 de juliol de 2024 va establir un nou record en ser el jugador més jove a jugar un partit de competició europea quan tenia 15 anys, 10 mesos i 8 dies.

## Selecció Georgiana
Després de passar per les seleccions sub-17 i sub-19, va ser convocat per la selecció absoluta per primera vegada per jugar els partits amistosos del 5 i el 8 de juny de 2025 contra Illes Fèroe i Cap Verd.
Va debutar en l'amistós contra les Illes Fèroe del 5 de juny de 2025 quan va entrar substituint Lochoshvili al minut 80, convertint-se en el jugadro més jove en jugar amb l'absoluta.

## Estadístiques

### Clubs
Actualitzat a 29 de maig de 2025
| Club          | País    | Any   | Partits | Gols |
| ------------- | ------- | ----- | ------- | ---- |
| Dinamo Tbilsi | Geòrgia | 2024- | 44      | 0    |

### Selecció
Actualitzat a 12 d'agost de 2025
| Selecció Nacional | Any   | Partits | Gols |
| ----------------- | ----- | ------- | ---- |
| Georgia           | 2025  | 1       | 0    |
| Total             | Total | 1       | 0    |

## Palmarès

#### Individual
- Jugador sub-17 de l'Erovnuli Liga 2024[11]